# 晏公

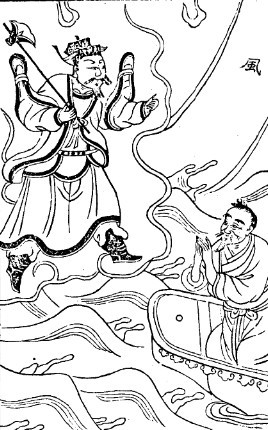
《三教源流搜神大全》中的晏公；其持斧形象或因受到另一水神杨四将军的影响。

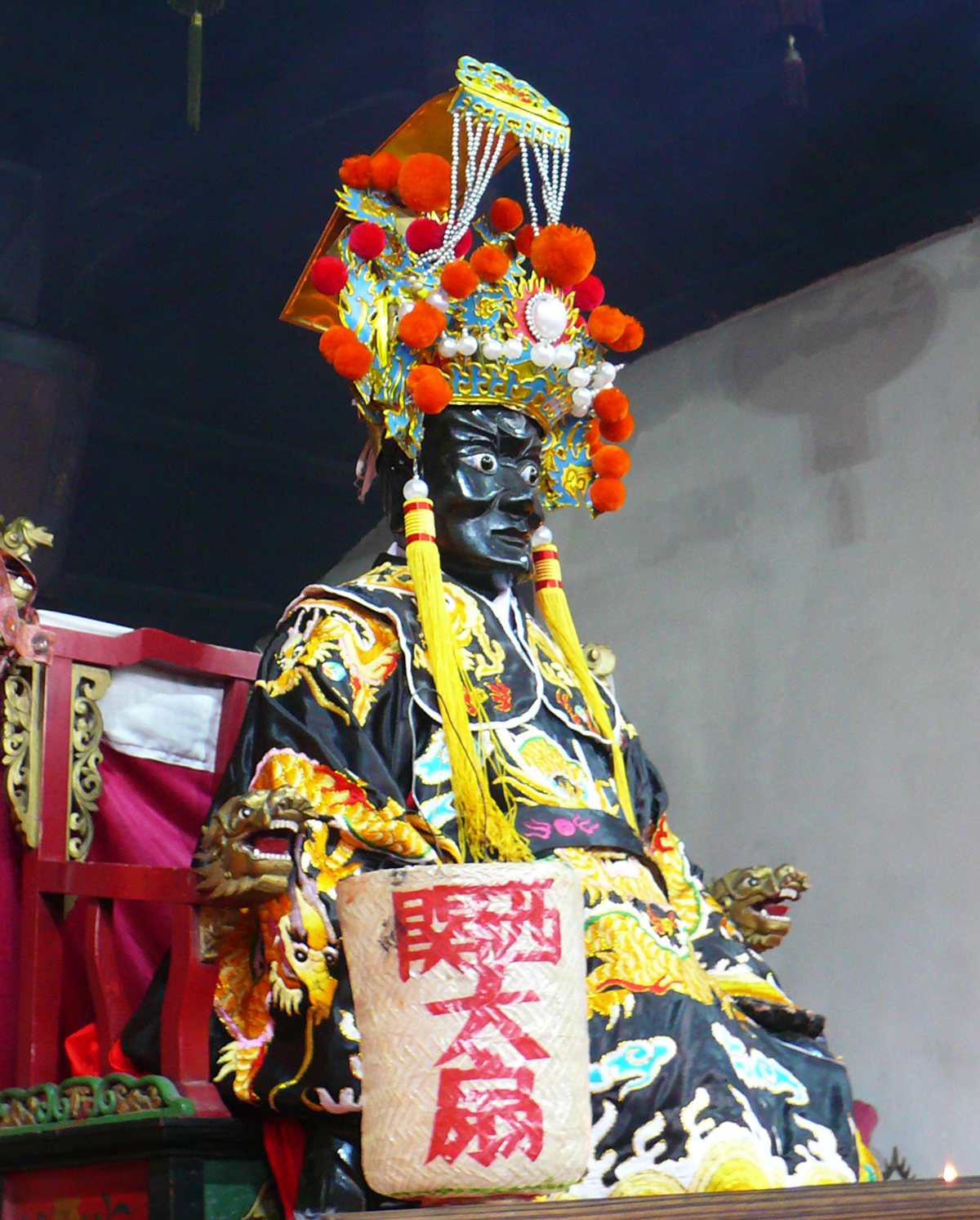
温州苍南蒲城西晏公庙供奉的晏公神像。蒲城有东西二晏公庙，各四位晏公老爷，此为关西大扇。

晏公是中国水神信仰的一位对象。晏公本为江西的地方性水神，明朝时开始在全国范围内流行，在长江中下游地区信仰尤盛；清代之后逐渐衰微，但在許多地方被視為媽祖的幕僚神。晏公也常常與另一位水神萧公（英佑侯）一同奉祀。

## 传说
晏公成神的说法很多，流传最广、接受度最高的说法最早见于《三教源流搜神大全》：晏公姓晏，名戍，小名戍仔，江西临江府清江镇人，黑脸、浓眉、络腮胡，平生嫉恶如仇，受人敬重、忌惮。其他人做了小小一点坏事，都要担心晏公会不会知道。元朝初年，晏公作为人才，入选当官，任文锦局堂长，后染病回家，刚登上返乡的船就去世了。侍从便按照礼制将其装殓好。一个多月后，遗体运抵家中，乡里人却又惊又怕，表示前段时间还在旷野中见到过晏公出行，其穿戴跟过去并无不同，且有侍从簇拥，前导后随，如同高官显贵一般。一说才知道，见到晏公的日子，正是其辞世当天。于是打开棺材，里头一无所有。父老乡亲明白，晏公已经尸解成神了，便为之立庙祭祀。晏公时常显灵于江河湖海之上，凡遇到波涛汹涌，船上的商人便向其叩头，立刻就风恬浪静，行船平稳，航运顺遂。明朝洪武初年，敕封显应平浪侯。
明末王象春则在《晏公庙》一诗的自注中记录了有关晏公成神的另一段传说：传说江中有两根棕绳（棕毛搓制的缆绳）变成的妖怪，称为“大宗”、“小宗”。晋代仙人许逊在此过江，吃完柿子后将剩余部分扔进水中，却正好被大宗、小宗借去当作了眼睛，并现身逼向许逊。许逊仓猝之中取出法印相击，正中其额，却使得大宗、小宗由此从妖怪获封成了正神，即晏公和萧公。

## 传播
虽然在最流行的传说中，晏公是元代人，明初获封平浪侯，但晏公信仰早在宋朝就已出现；宋人蒋叔兴编撰的《无上黄箓大斋立成仪》中，就已经提到了“都督晏元帅平浪侯”。宋元以来，晏公的形象塑造愈加具体，传说故事趋于定型，终于在元末明初成为了职责明确的水神，并传播到了全国各地。江西清江镇、浙江杭州、安徽凤阳、太和、江苏阳湖、仪真、徐州、嘉定、湖北黄州、广东高要、四会、山东日照、北京密云等多地的晏公庙都明确说明建于洪武年间。
晏公最主要的信众是渔民、漕军、船工、水手、商人等群体，分布地域也多在水路密布之处。在江河交错的南方，晏公信仰的覆盖面很大。长江、鄱阳湖、太湖、珠江等水域相互勾连，漕运发达，商业繁华，加快了晏公信仰的传播，扩展了其流布范围。:37、38在京杭大运河沿线区域，从杭州、桐乡直到德州、天津、通州，也都分布着晏公庙宇，不过总体上还是南多北少。此外，晏公信仰还因人口迁移而流布到了贵州、云南
、宁夏等更远的地域。
晏公信仰在明代的兴盛与国家力量的干预密切相关；官府的册封和推崇体现了帝国政府的意志，在晏公崇拜的过程中起到了主导性的作用。许多资料都提到了明初晏公受敕封之事。郎瑛《七修类稿》较早地详细记录了相关传说：元末，徐达攻打毗陵的张士诚军不利，朱元璋便率人顺流直下增援。此时江上刮起大风，要把船吹翻，朱元璋十分害怕，祈求神灵保佑。突然有一位穿红衣服的人出现，把船拖到沙洲之上。朱元璋问其是哪位神灵，答曰“晏公”。明朝建国后，长江时常决堤，原因是猪婆龙在下作怪。由于“猪”与国姓“朱”同音，故而朝廷不加抓捕，而只下令抓捕跟“元”同音的鼋，但江岸依旧时常决堤。此时有一位老渔翁，指点人们用烤猪作鱼饵，捕上了猪婆龙，江岸于是不再决堤。人们问其姓名，答曰姓晏，说完就消失了。明太祖得知后，明白这就是当初舟船翻覆时救过自己的晏公，于是封其为“神霄玉府晏公都督大元帅”，命专人祭祀。研究者认为，国家对民间信仰的影响并不只存在于传说故事中；虽然文献中没有找到朝廷敕封晏公的祭文，但存有景泰年间敕封萧公的祭文，由于记载中晏公和萧公两位水神常共同出现，许多地方也共同供奉二神，所以可以猜测晏公在当时可能也获得了跟萧公一样的正式敕封待遇。:38、39

## 职能
晏公作为水神，基本职能是平定风浪、保驾护航。明初胡行简《清江镇晏公祠庙碑》一文中说，无论官吏还是百姓，行舟运货时，遇到强风大浪，往往都会呼喊晏公的名字，便能转危为安，如履平地。晏公救朱元璋于江上的故事也本自这一特性。
在一些地方，晏公兼具了管理旱涝雨水的职能。如在水上交通并不发达的宁夏，晏公庙失去了庇护漕运的本意，更多地祈雨相联系。又如《畿辅通志》记载，冀州城有萧晏二公祠：成化六年，洪水冲城，知州高呼神明的名字求救，洪水于是退去，因此建了这座庙；成化十八年，滹沱河满大水，城墙被冲坏，知州向神明祈祷，于是有麦秸从上游顺流而下，帮助堵住了城墙的缺口，使洪水不致入城。
在一些没有内河航运的沿海地区，作为“九江八河之神”的晏公也为人们所信仰，说明其已播迁入海，转变为了海神。晏公从水神转为海神，除了职能相近的原因外，还可能跟“河清海晏 （页面存档备份，存于）”的字面意义有关。:38、39内河水神的影响力往往根据内河水体航道进行平面划分，而海上没有自然标志物，于是诸水神形成了自上而下的系统，晏公因而被纳入了妈祖信仰的立体谱系。《天妃显圣录》就传说，晏公本是海中祸害过往船只的怪物，为妈祖所降服，任命为部下总管。
在一些地方，晏公则转变为了全能神。如在鄱阳县管驿前，晏公的职能覆盖了驱邪、祛病、保佑平安、生意兴隆、男婚女嫁等各个方面。:62、63又如温州苍南县蒲城乡有两座晏公庙，各四位晏公爷，东庙管农耕收成，西庙管平安财运，东庙二扇兼司子嗣；每年元宵节举行“拔五更”仪式，人们抬着八位晏公爷的轿椅沿全城跑一圈，可以驱走城内的妖魔鬼怪；跑到终点后，人们便去争抢八座轿椅的十六根轿杠，可以保佑来年全家人财两旺。

## 流行文化

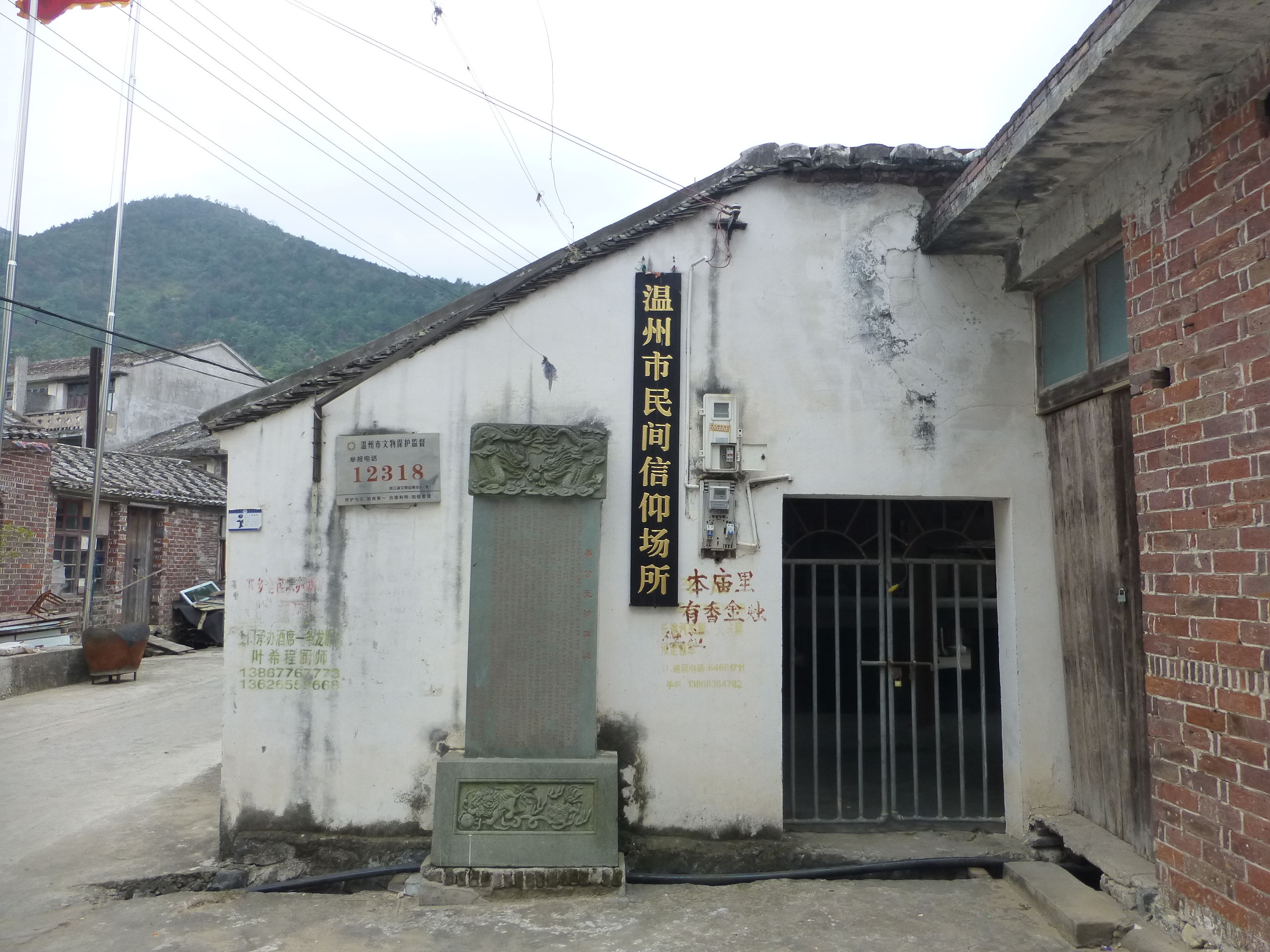
位于浙江省苍南县马站镇雾城村的晏公庙

晏公信仰在明代颇有影响力，因而许多章回小说、戏曲中都出现了晏公信仰的痕迹。
- 《金瓶梅》中，陈经济就曾在临清码头的晏公庙出家当道士。[32]
- 李渔所作小说《连城璧》和戏曲《戏中戏》、《比目鱼》中都有谭楚玉与刘藐姑的故事，其中一处关键情节即是在十月初三晏公生日时在其庙宇前演出寿戏。[33][34][35]
- 《醒世姻缘传》中多次出现歇后语“晏公老儿下西洋——己身难保”，指晏公是内河水神，到了海上也只会自身难保。[36][37]

## 衰微
由于官方力量的影响，晏公信仰在明代、尤其是明朝初年最为盛行，建于这一时期的庙宇也最多。在此之后，官方又转而推崇金龙四大王等水神，晏公的职能为其所替代，晏公信仰迅速走向衰落。清代时，单独祭祀晏公的庙宇已不多见，晏公更多时候只是陪祀或从祀。